# خوس
خوس Goes  هي مدينة وبلدية بمقاطعة زيلند جنوب هولندا.

## طوبوغرافيا
خريطة طوبوغرافية هولندية لبلدية خوس، سبتمبر 2014، (تقرأ بعد ثلاث نقرات على الخريطة).

## توأمة
لخوس اتفاقيات توأمة مع:
- بانيفيزيس (17 أبريل 1993 - )[4]

## أعلام
- رولوف بنجامين فان دن بوش
- ليزلي كركهوف
- بويز بالوت
- بيتر فان ديجيك
- ألبرت جاي ر. هيك

## وصلات خارجية
- الموقع الرسمي (بالهولندية)